# Bruno Lehman
Bruno Lehman (ur. około 1912 w Prusach Wschodnich, zm. w 28 października 1944 w rejonie Chotczy) – niemiecki antyfaszysta, uczestnik II wojny światowej w szeregach Wehrmachtu, a następnie Armii Ludowej.
Urodził się około 1912 roku we wsi koło Królewca w Prusach Wschodnich. Był cieślą oraz członkiem straży pożarnej. Wybuch wojny spowodował, że został powołany do służby wojskowej w Wehrmachcie. W czasie walk na terytorium Związku Radzieckiego uczestniczył w bitwie pod Stalingradem i Kurskiem. Był trzy razy ranny, był też odznaczony Żelaznym Krzyżem. 
Po doświadczeniach na froncie wschodnim który określał wielkim piekłem, jako przeciwnikiem faszyzmu postanowił zdezerterować z armii niemieckiej. Ukrywał się we wsi Chałupki na Kielecczyźnie, gdzie został zatrzymany przez alowców i po weryfikacji przyjęty w szeregi Armii Ludowej. 
Poległ w czasie bitwy pod Chotczą, do której doszło w czasie przekraczania linii frontu radziecko-niemieckiego. 